# Лавиринт — Бег кроз згариште
Лавиринт — Бег кроз згариште (енгл. Maze Runner: The Scorch Trials; или само Бег кроз згариште, енгл. The Scorch Trials) амерички је научнофантастични дистопијски акциони трилер из 2015. године редитеља Веса Бола и наставак филма Лавиринт — Немогуће бекство из 2014. године. Продуценти филма су Елен Голдсмит Вејн, Вик Годфрај, Марти Бувен, Ли Столмен и Џо Хартвик. Сценаристи филма су Ноа Опенхајм, Грант Пирс Мајерс и Т. С. Ноулин по роману Џејмса Дашнера. Музику је компоновао Џон Писано.
Глумачку екипу чине Дилан О`Брајан, Каја Скоделарио, Ки Хонг Ли, Томас Броди-Сангстер, Патриша Кларксон. Светска премијера филма је била одржана 18. септембара 2015. године. Следећи филм из серијала Лавиринт је Лавиринт — Лек смрти из 2018. године.
Буџет филма је износио 61 000 000 долара, а зарада од филма је 312 300 000 долара.

## Радња
У следећем поглављу епске саге Лавиринт, Томас (Дилан О`Брајан) и Лединаши морају да се суоче са највећим изазовом до сада – мистериозном организацијом „WCKD“. Потрага за доказима о „WCKD“ одвешће их на Згариште, опустошени предео испуњен незамисливим препрекама. Након што су удружили снаге са покретом отпора, Лединаши улазе у борбу са супериорним непријатељем и откривају његове шокантне планове.

## Улоге
| Глумац               | Улога    |
| -------------------- | -------- |
| Дилан О`Брајан       | Томас    |
| Каја Скоделарио      | Тереза   |
| Ки Хонг Ли           | Минхо    |
| Томас Броди-Сангстер | Њут      |
| Патриша Кларксон     | Ава Пејџ |
| Џејкоб Латимор       | Џеф      |
| Александер Флорес    | Винстон  |